# غريغوري هيلمز

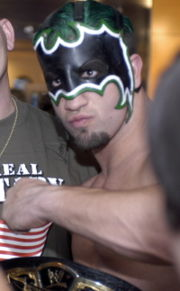
غريغوري هيلمز بشخصية ذا هوريكان

غريغوري هيلمز (بالإنجليزية: Gregory Helms)‏ (12 يوليو 1974) مصارع أمريكي محترف كان أول ظهور له في حلبات المصارعة عام 1991 وهو معروف بشخصية ذا هوريكان .

## روابط خارجية
- غريغوري هيلمز على موقع IMDb (الإنجليزية)
- غريغوري هيلمز على موقع دبليو دبليو إي (الإنجليزية)
- غريغوري هيلمز على موقع CageMatch worker (الإنجليزية)
- غريغوري هيلمز على موقع قاعدة بيانات المصارعة على الإنترنت (الإنجليزية)
- غريغوري هيلمز على موقع عالم المصارعة على الإنترنت (الإنجليزية)
- غريغوري هيلمز على موقع عالم المصارعة على الإنترنت (الإنجليزية)

- The Hurricane's WWE Alumni profile